# Privesomorphus maculipennis
Privesomorphus maculipennis är en insektsart som beskrevs av Schmidt 1912. Privesomorphus maculipennis ingår i släktet Privesomorphus och familjen Nogodinidae. Inga underarter finns listade i Catalogue of Life.